# Орешар, Бруно
Бруно Орешар (сербохорв. Bruno Orešar; род. 21 апреля 1967, Загреб, СФРЮ) — югославский и хорватский теннисист, теннисный тренер и предприниматель. Игрок сборной Югославии, а затем тренер сборной Хорватии в Кубке Дэвиса, многократный победитель Orange Bowl в разных возрастных категориях, чемпион Универсиады 1987 года в одиночном и смешанном парном разрядах.

## Спортивная карьера
Начал играть в теннис в 10 лет. Был чемпионом Югославии среди мальчиков и юношей в возрастных категориях до 12, 14, 16, 18 и 20 лет. Кроме того, трижды становился чемпионом международного юношеского турнира Orange Bowl в возрастных категориях до 12, 14 и 16 лет (соответственно в 1979, 1981 и 1983 годах). В 1984 году дебютировал в составе сборной Югославии в Кубке Дэвиса, сыграв в пятой встрече проигранного всухую матча со сборной Австралии в 1-м круге Мировой группы.
В августе 1985 года пробился в полуфинал чемпионата США среди профессионалов в Бостоне, а в Остенде (Бельгия) выиграл первый в карьере турнир класса ATP Challenger. После этого вошёл в первую сотню игроков в рейтинге ATP и принял участие в Открытом чемпионате США, где, однако, проиграл уже в первом круге.
С 1986 года стал игроком основного состава сборной Югославии. Выступал за сборную до 1989 года, лучшим результатом команды за это время стал выход в полуфинал Мировой группы в 1988 году после победы над Италией, где Орешар обыграл Франческо Канчелотти. Всего провёл за команду Югославии 14 игр в 8 матчах (5 побед при 8 поражениях в одиночном разряде и 1 победа в парном). В 1987 году на Универсиаде, проходившей в его родном Загребе, Орешар стал чемпионом в одиночном разряде и миксте (с Сабриной Голеш). Выиграл также «челленджер» в Клермон-Ферране (Франция).
В 1988 году впервые в карьере стал финалистом турниров теннисного Гран-при — в Афинах в одиночном разряде и в чемпионате США среди профессионалов в паре с Хайме Исагой. К середине следующего года достиг лучших в карьере позиций в рейтинге ATP в обоих разрядах, в августе на Открытом чемпионате Швеции в Бостаде ещё раз добравшись до финала турнира Гран-при. В 1988 году выиграл также «челленджер» в Зальцбурге, а в 1989 году — в Сарагосе.
На внутренней арене становился чемпионом Югославии в команде, мужском и смешанном парном разрядах. По завершении игровой карьеры в начале 1990-х годов стал одним из основателей Ассоциации тенниса Хорватии и тренером её национальной сборной. Покинул сборную из-за конфликта с Гораном Иванишевичем.

## Положение в рейтинге ATP в конце года
| Год              | 1984 | 1985 | 1986 | 1987 | 1988 | 1989 | 1990 |
| ---------------- | ---- | ---- | ---- | ---- | ---- | ---- | ---- |
| Одиночный разряд | 463  | 82   | 159  | 111  | 57   | 88   | 159  |
| Парный разряд    |      | 519  | 783  |      | 118  | 355  | 430  |

## Финалы турниров Гран-при за карьеру

### Одиночный разряд (0-2)
| Результат | №  | Дата           | Турнир         | Покрытие | Соперник в финале | Счёт в финале |
| --------- | -- | -------------- | -------------- | -------- | ----------------- | ------------- |
| Поражение | 1. | 19 июня 1988   | Афины, Греция  | Грунт    | Хорст Шкофф       | 3-6, 6-2, 2-6 |
| Поражение | 2. | 6 августа 1989 | Бостад, Швеция | Грунт    | Паоло Кане        | 6-7, 6-7      |

### Парный разряд (0-1)
| Результат | №  | Дата         | Турнир      | Покрытие | Партнёр     | Соперники в финале        | Счёт в финале |
| --------- | -- | ------------ | ----------- | -------- | ----------- | ------------------------- | ------------- |
| Поражение | 1. | 10 июля 1988 | Бостон, США | Грунт    | Хайме Исага | Хорхе Лосано Тодд Уитскен | 2-6, 5-7      |

## Дальнейшая карьера
Начиная с 1992 года Орешар стал постоянным партнёром по корту с президентом Хорватии Франьо Туджманом, с которым играл парные матчи по два раза в неделю на протяжении 7 лет. Одновременно занялся бизнесом. В 1995 году приобрёл в Браче компанию по добыче строительного камня Jadrankamen. Был также владельцем «Хорватского хозяйственного банка» (хорв. Hrvatska gospodarska banka), оказавшегося неудачным вложением капитала (по собственным словам, потерял на этом вложении за два года от 10 до 20 миллионов марок). Орешар категорически отрицал, что в попытках спасения этого банка участвовал президент Туджман.
Позже приобрёл контрольные пакеты акций сплитских компаний Monter и Uzor и был совладельцем холдинга Orbis, в котором занимал также пост директора. Совместно с Горданом Широлом организовал строительство туристических центров в Нови-Винодолски и Белоласице. После 15 лет финансового роста компания Jadrankamen столкнулась с трудностями и в 2014 году была вынуждена начать процедуру банкротства. Обанкротилась также компания Hotel Novi в Нови-Винодолски. Несколько расследований, открытых против Орешара по обвинениям в присвоении денег акционеров, окончились прекращением дела или оправдательными приговорами.